# Pachycormus
Pachycormus (van Grieks: παχύς pachys, 'dik' en Grieks: κορμός kormós 'houtblok') is een geslacht van uitgestorven straalvinnige beenvissen, bekend uit het Vroeg-Jura (Toarcien) van Europa. De typesoort Pachycormus macropterus werd voor het eerst benoemd als een soort van Elops door Henri Marie Ducrotay de Blainville in 1818, het werd geplaatst in de nieuw benoemde geslacht Pachycormus door Louis Agassiz in 1833. Fossielen zijn gevonden in mariene afzettingen in Frankrijk, Duitsland en Engeland. Pachycormus is onlangs beschouwd als monotypisch, met alleen Pachycormus macropterus, met andere soorten beschouwd als jongere synoniemen van de eerste, maar dit is later in twijfel getrokken. Pachycormus is over het algemeen beschouwd als basaal onder de Pachycormiformes, met een recente fylogenie die het de tweede meest basale pachycormiforme vond na Euthynotus.

## Beschrijving
Het lichaam van deze 100 cm lange vis was krachtig gebouwd met een diep ingesneden, homocercale staart, sterk gereduceerde buikvinnen en sterk verlengde, zeisvormige borstvinnen. De tanden zijn kort en ontworpen om te grijpen.

## Leefwijze
Deze snelle roofvis leefde in ondiepe wateren. Zijn ecologie is geïnterpreteerd als die van een generalistisch roofdier.

## Vondsten
Fossielen van deze vis werden gevonden in Europa.